# Mallos margaretae
Espèce
Mallos margaretae est une espèce d'araignées aranéomorphes de la famille des Dictynidae.

## Distribution
Cette espèce se rencontre au Panama et au Costa Rica vers 900 m d'altitude.

## Description
La femelle holotype mesure 2,50 mm, sa carapace mesure 1,15 mm de long sur 0,95 mm de large et son abdomen 2,40 mm de long sur 1,60 mm de large.
La femelle décrite par Bond et Opell en 1997 mesure 3,32 mm.

## Publication originale
- Gertsch, 1946 : Notes on American spiders of the family Dictynidae. American Museum novitates, no 1319, p. 1-21 (texte intégral).